# Georg, Prinț Moștenitor al Saxoniei
Georg, Prinț Moștenitor al Saxoniei, (n. 15 ianuarie 1893, Dresda, Regatul Saxoniei – d. 14 mai 1943, Groß Glienicke⁠(d), Potsdam, Statul Liber Prusia⁠(d), Germania) a fost ultimul Prinț Moștenitor al Regatului Saxoniei. A fost moștenitorul regelui Frederic August al III-lea al Saxoniei, în momentul abolirii monarhiei la 13 noiembrie 1918. În data de 15 iulie 1924 fost hirotonit preot la Trzebnica. După ce a activat pentru scurt timp ca preot diecezan în Episcopia de Meissen și a renunțat la drepturile succesorale, a intrat în 15 septembrie 1925 în ordinul iezuit.

## Familia

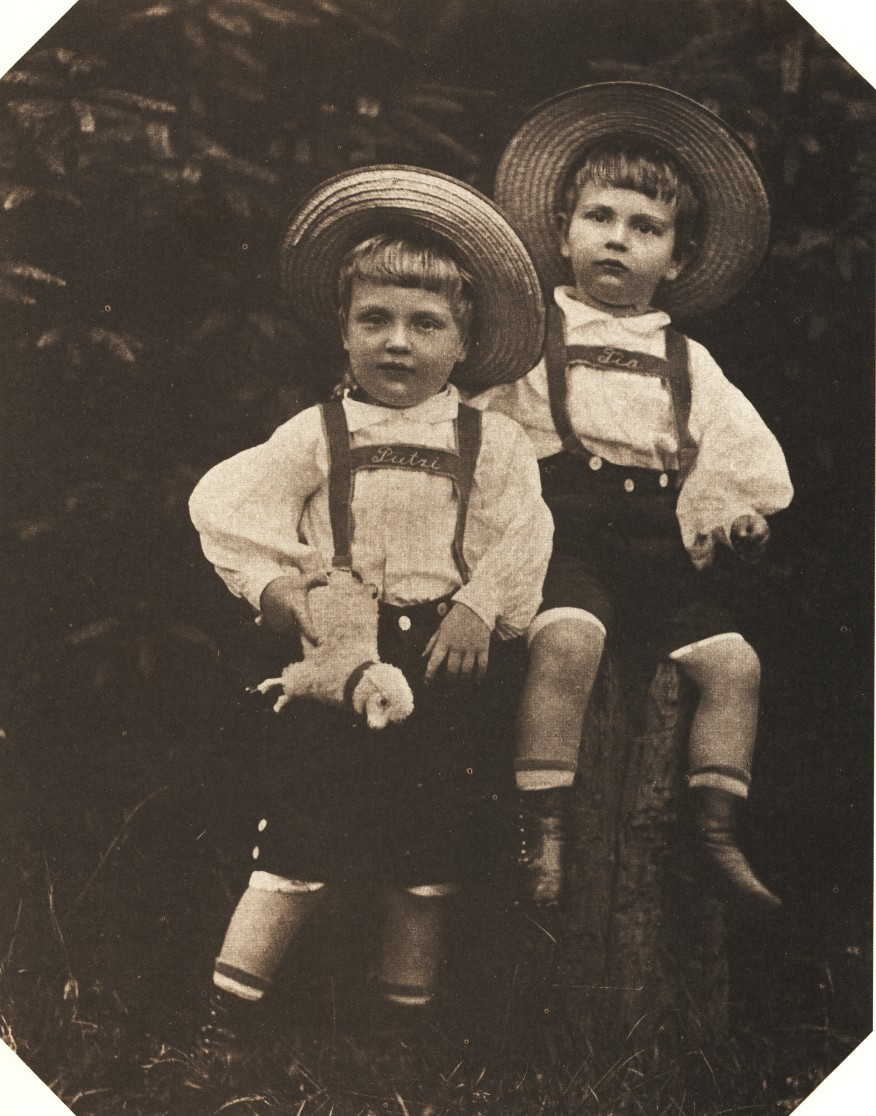
Georg (stânga) și fratele său Friedrich Christian, fotografie de August Kotzsch, 1900.

Prințul s-a născut la 15 ianuarie 1893 la Dresda, Saxonia, Germania.
El a fost fiul cel mare al Prințului Frederic Augustus, mai târziu regele Frederick Augustus al III-lea al Saxoniei și a soției acestuia, Arhiducesa Louise de Austria. Bunicii paterni au fost regele George de Saxonia și Maria Ana a Portugaliei, iar bunicii materni au fost Ferdinand al IV-lea, Mare Duce de Toscana și Prințesa Alice de Parma.

### Tinerețea și educația
După divorțul părinților săi din 1902, tatăl său a preluat singur responsabilitățile părintești. Copiii au fost educați de tutori privați într-o "școală a prinților" înființată de tatăl lor la curtea saxonă. Cele mai multe dintre cadrele didactice erau protestante; acest lucru a contribuit la atitudinea sa ecumenică de mai târziu. Georg a devenit Prinț Moștenitor de la vârsta de unsprezece ani, când tatăl său a urcat pe tron în 1904.
După ce a absolvit școala în 1912, Georg a studiat științele politice timp de trei luni la Universitatea din Breslau. Apoi a început studiile economice.

### Primul Război Mondial
Georg a deținut rangul de căpitan când a fost trimis pe front la izbucnirea Primului Război Mondial. În primele luni de război a suferit o rană serioasă la picior. În 1915, Kaiserul Wilhelm al II-lea i-a acordat Crucea de Fier prima clasă "în semn de recunoaștere a serviciilor prestate de el în luptele recente".
La 27 iulie 1916 s-a alăturat grupului de armată Gallwitz. La 30 august 1916 a primit Ordinul Militar Sf. Henric pentru serviciile sale în acest grup. La 30 noiembrie 1917 a fost promovat la rangul de maior și făcut comandant al regimentului saxon regal 5 de infanterie. A comandat acest regiment atât pe fronul de est cât și pe frontul din vest. A deținut comanda până la 22 mai 1918.

## Planuri de căsătorie
În primăvara anului 1918 ziarele au anunțat logodna prințului cu Ducesa Marie Amelia, fiica lui Albrecht, Duce de Württemberg, moștenitorul tronului Regatului Württemberg. Sfârșitul monarhiei saxone și dorința prințului de a deveni preot au dus la ruperea logodnei, ducesa murind nemăritată în 1923.

## Preot și oponent al național-socialismului
Ca preot catolic a activat în timpul celui de-al doilea mondial la Berlin, unde a asigurat pastorația în limba poloneză pentru muncitorii polonezi deportați, fapt care contravenea ideologiei naziste.

## Decesul
Georg de Saxonia a murit la vârsta de 50 de ani în timp ce înota pe Groß Glienicker See, un lac situat între Berlin și Potsdam. Unele neconcordanțe între spusele martorilor oculari și documentele oficiale au dus la ipoteza uciderii sale de către Gestapo. Georg de Saxonia se afla în legătură cu generalii Friedrich Olbricht, Paul von Hase și Ludwig Beck, care au fost executați un an mai târziu.